# Чиньяк
Чиньяк (англ. Chiniak, алют. Cing’iyak) — статистически обособленная местность в переписи населения 2010 года в районе острова Кадьяк, Аляска, США. Население в 2010 году составило 47 человек.

## География
По данным Бюро переписи населения США, CDP имеет общую площадь 38,8 квадратной мили (100,4 км²), из которых 38,7 квадратной мили (100,2 км²) являются землей и 0,077 квадратной мили (0,2 км²), или 0,18 %, является водой.

## Демография
Чиньяк впервые был упомянут в переписи в 1880 году как неинкорпорированная деревня с населением в 24 человека.
По данным переписи 2000 года, в городе было 50 жителей, 24 домашних хозяйства и 13 семей. Плотность населения 1,2 человека на 0,5 км2. В общей сложности было зарегистрировано 32 единицы жилья. Расовый состав составил 88 % белых, 2 % коренных американцев, 2 % азиатов и 8 % латиноамериканцев.
Было 24 семьи, из которых 25,0 % имели детей в возрасте до 18 лет, проживающих с ними, 45,8 % были женатыми парами, живущими вместе, а 41,7 % не имели семьи. 37,5 % всех домашних хозяйств состоят из отдельных лиц и 8,3 % из них кто-то одиноких людей в возрасте 65 лет и старше.
В Чиньяке население было распространено с 18,0 % в возрасте до 18 лет, 6,0 % с 18 до 24, 14,0 % с 25 до 44, 56,0 % с 45 до 64 и 6,0 % в возрасте 65 лет и старше. Медианный возраст составлял 49 лет. На каждые 100 женщин приходилось 194,1 мужчин. На каждые 100 женщин в возрасте 18 лет и старше приходилось 173,3 мужчин.
Средний доход для домашнего хозяйства в Чиньяке составлял 14 167 долларов США, а средний доход для семьи составлял 75 067 долларов. У мужчин средний доход составил 51 250 долларов. У средний доход был женщин 0 долларов. Доход на душу населения для Чиньяка составлял 22 211 долл. США. Не было семей и 20,0 % населения, живущего за чертой бедности, в том числе не старше восьмидесяти человек, и ни одна из них старше 64 лет.